# Telesincro
Telesincro fou una empresa d'informàtica catalana creada l'any 1963 per Joan Majó, Joan Peracaula i Antoni Clavell. Inicialment l'empresa no es dedicava a l'electrònica, però després d'una visita a l'empresa Philips l'any 1966 van veure una oportunitat de negoci en el camp dels petits sistemes informàtics d'oficina, que es podien començar a fabricar gràcies a la miniaturització dels components. El Factor-P, és considerat el primer ordinador fabricat a l'estat espanyol.
De mica en mica l'empresa va anar millorant els seus models (Factor Q, Factor R) i va anar guanyant quota de mercat. L'any 1972 Telesincro tenia un 16% de les vendes del sector, ocupant el tercer lloc a Espanya. Poc després, l'èxit dels petits sistemes de gestió de IBM van provocar una greu crisi a la companyia.
Finalment, el 1977, Telesincro es va incorporar a la nova Secoinsa (Sociedad Española de Comunicaciones e Informática, S.A.), creada l'any 1975 pel Ministeri d'Indústria d'Espanya amb la col·laboració de Telefonica per promoure el sector electrònic.

## Història

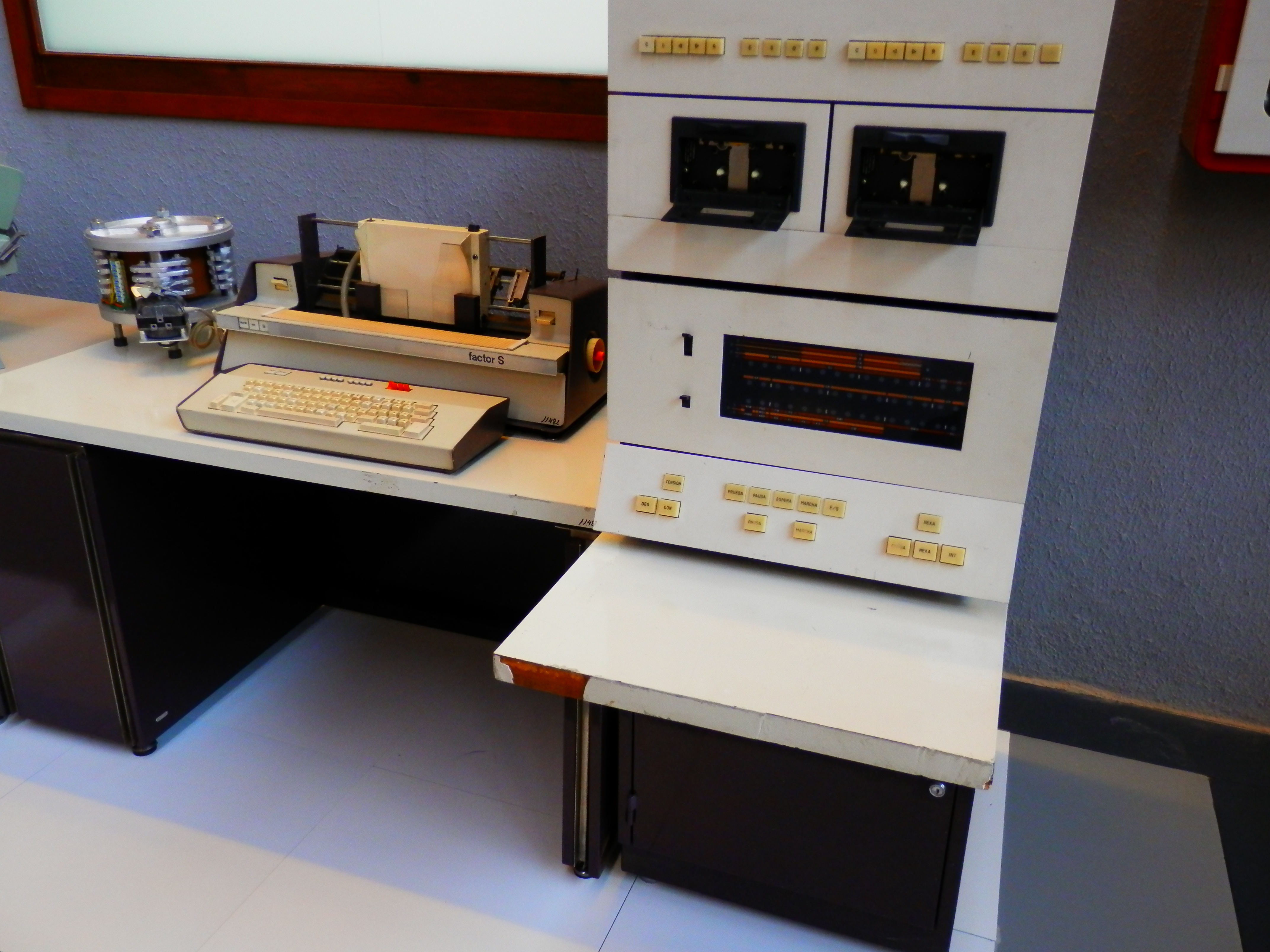
Factor S, creat l'any 1970, amb una memòria central de nuclis de ferrita de 2 a 8 KB,Impressora de 30 cps i Disc dur de 32 a 128 KB. Amb Sistema Operatiu senzill pero amb moltes prestacions

A principis de la dècada dels 60 la majoria dels ordinadors eren de tipus mainframe, de grans dimensions. En aquesta situació, l'any 1963 dos enginyers fundarien Telesincro: Joan Majó, doctor en enginyeria industrial per la Universitat Politècnica de Catalunya i Antoni Clavell, propietari d'un taller d'electrònica que l'ajudaria a importar els transistors amb què Majó havia treballat a París. Poc després un altre enginyer se sumaria a l'empresa, Josep Peracaula, un catedràtic d'enginyeria i amic de Majó.
Amb una inversió inicial de 200.000 pessetes cadascun, al principi es van dedicar a fabricar quadres elèctrics, automatismes per la indústria tèxtil, components d'ascensor… substituint relés per transistors. Aleshores es va presentar un representant de Philips per oferir-los un nou invent, el Circuits Bloc, uns mòduls que encapsulaben un circuit senzill, amb transistors (Un monoestable, biestable, amplificador digital, etc). A Majó li va agradar la idea i va decidir anar a veure el laboratori (ELCOMA) de la companyia a Eindhoven. Allà va es va interessar per la facturadora, PRIMA, molt avançada per lépoca. A canvi de comprar els Circuits Bloc a Philips, Majó va obtenir llicència gratuïta per la PRIMA.
El 1966 van aconseguir fabricar el Factor-P (basat totalment en la PRIMA), que primer va ser anomenada Winner-Contafac, i que va ser, sens dubte la primera facturadora feta a l'estat espanyol. Estava composta per una màquina d'escriure d'IBM per entrar e imprimir dades, una unitat central compacta amb memòria RAM de 128 bytes per calcular, una menoria cablejada amb torus de ferrita.
Cal remarcar que Philips, (ELCOMA Division, a Einfhoven) va ser pionera en l'ús d'aquesta tecnología econòmica i pràcticament indestructible per enmagatzemar programes fixos. De fet el Programa Apollo, va emprar en la mateixa època, aquesta tècnica, que ells anomenaben "Core Rope Memories"
En aquesta fabricació, va ajudar en Jordi Vidal, un enginyer de l'Escola Tècnica Superior d'Enginyers Industrials de Barcelona, que amb el seu coneixement d'oscil·loscopis moderns va permetre corregir algún problema. El model va resultar exitós. Permetia fer facturació, comptabilitat, estadística, estocs... però els programes, aleshores cablejats, eren difícils de reprogramar, havent-se de canviar el cablejat (Fils de coure passant selectivament per els torus de ferrita)..
Les empreses mitjanes van començar a comprar quantitats importants de Factor-P, gràcies a una bona xarxa de venedors, que rivalitzaven amb els d'Olivetti o Nixdorf. IBM aleshores estava especialitzada en ordinadors de més gran dimensions i no suposava una competència directa. Gràcies a aquest èxit, Telesincro va buscar expandir el negoci millorant els registres, que els clients trobaven insuficients. A partir d'aleshores cada any van comercialitzar nous ordinadors, que duplicaven la memòria dels anteriors. Així la sèrie Factor va evolucionar del P al Q i al R.
Aleshores, Jordi Vidal i Ramon Tortajada, enginyer especialitzat en software, van proposar un projecte bastant ambiciós. Coneixedors del punts febles del P,Q,R, es varen plantejar importants milloras conceptuals:
a) Passar al concepte Programa Enmagatzemat, en que la memòria vvariable conté programes i dades (estructura Von Neumann)
b) Introduint (respecte al P,Q,R) la simultaneitat del processos d'Entrada i Sortida, fent lo que fan els "Canals del IBM 360): Cada perifèric té accés (prioritzat) a la memòria, "robant" cicles de memòria. Per exemple una còpia de cassette a cassette, es pot fer amb les dues cintes en moviment, o també, mentre s'imprimeix, es pot estar ja teclejant les dades per la següent operació...
c) Un primitiu disc dur, Modificable tant per dades com per programes
Majó va decidir sortir de Telesincro amb un petit equip per desenvolupar-ho. Un cop va funcionar, el nou ordinador va ser adquirit per Telesincro i l'equip va ser reincorporat.

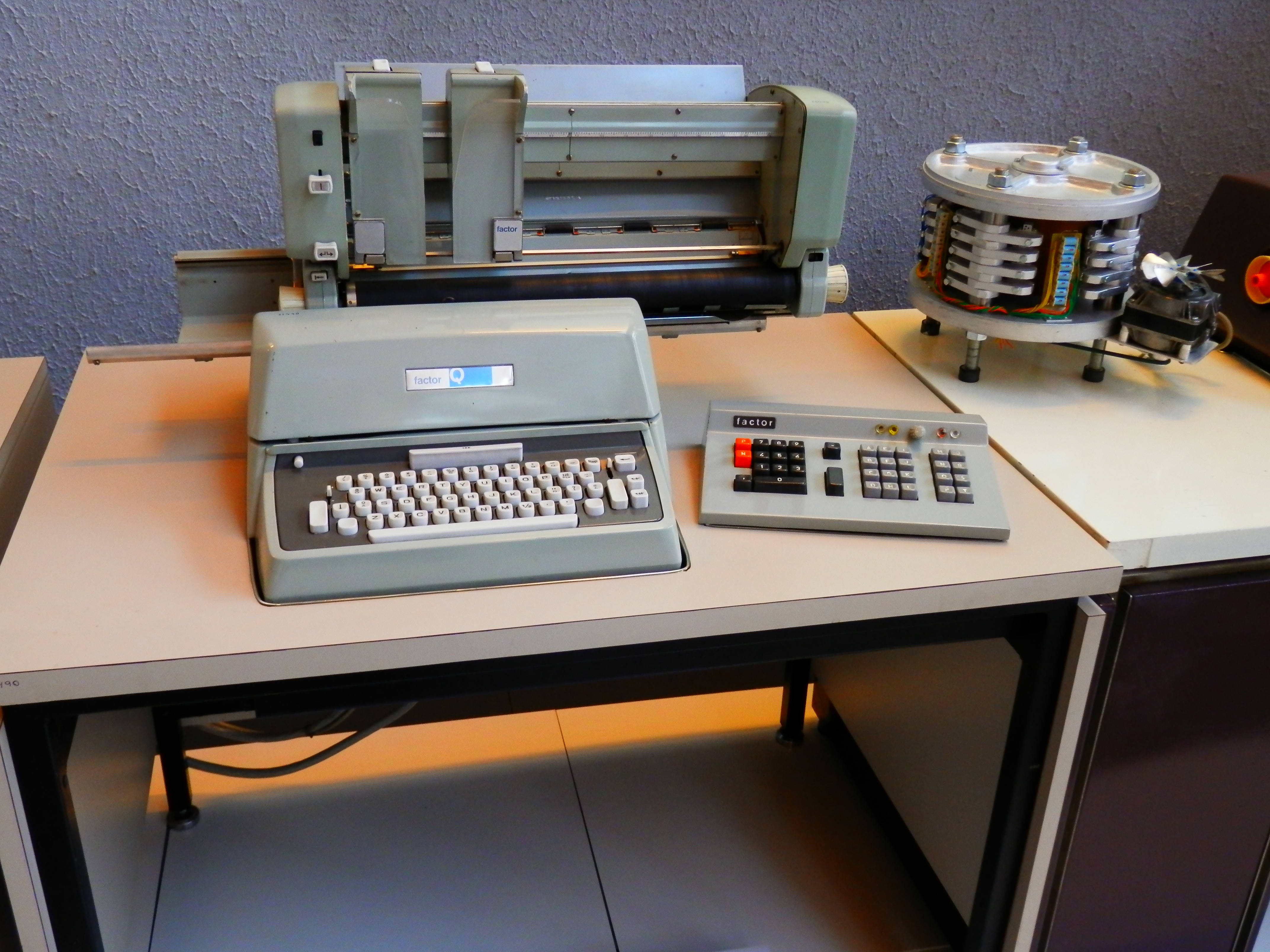
Un Telesincro Factor-Q, A la dreta, el Tambor magnètic del Factor S

El nou ordinador, que s'anomenaria Factor-S,. era estèticament semblant a un ordinador modern i el programa s'emmagatzemava en una petita memòria central de 2-8 kilobytes i també disposava d'una memòria magnètica externa de 32 a 128 kB, un precursor del disc dur modern. A diferència dels anteriors models, el Factor-S no es millorava cada any, ja que era prou potent per a durar més. El seu cost amb memòria de 16 kilobytes sense impressora era de 165.000 pessetes l'any 1975 (uns 10.000 € actualment) i podia ser de 220.000 pessetes pels models a més memòria (15.000 €).
El 1972, Telesincro tenia el 16% del mercat espanyol, la tercera posició, alhora que donava feina a 500 treballadors i tenia botigues a Madrid, Bilbao, Sevilla i València. Però aleshores IBM va llançar el System 3, destinat a les oficines i va començar el declivi.
La dificultat de programar el Factor-S ja que es feiaa amb llenguatge de màquina, i la impossibilitat de desenvolupar una pantalla, pel seu cost prohibitiu, va empitjorar la situació.
Però el Factor S, va estar en fabricació uns 6 anys, amb moltíssimes ampliacións, fetes per un nombrós i creatiu grup de I&D, que va afegir Impressores de línes (200 lpm), lector i perforador de cinta de paper, unitat de Banda Magnètica de 1/2 polzades, etc. De fet, la nòmina de Telesincro, va implementars sobre un Factor S, configurat amb impressora de líneas.
Cal mencionar alguns noms del equip de I&D: Francesc Olivet, Joan Navarro, Victor Gil, Rafel Bonet, Santiago Insa, Jordi Moix, Josep Peromato, J. L. Villalobos, Jordi Pié, Lluis Macià, J. A Iglesias, etc.
També es varen fabricar altres productes: Ordinadors basats en Intel 8085 (Serie 10), amb Terminals Pantalla, Intèrpret BASIC en castellà, Impressores 1551,1555 i 1556, impressora per Datàfon (per Telefònica).
Però, molt més important va ser el desenvolupament del "projecte F2", basat en Intel 8086, amb el resultat de que la Divisió d'informàtica de Telefònica el va adoptar per construir el TESYS, un potent conmutador de paquets, per la seva Xarxa. Ells ja disposaben del programari, i alguns membres de "I&D" es varen traslladar a Madrid. com nucli d'un grup que va aribar a 50 enginyers, per desenvolupar el "TESYS 2", fabricat a Màlaga, i esporta a diversos països...
Després de desenvolupar el Factor-T, una versió econòmica del Factor S. Telesincro va ser adquirida per Secoinsa (Sociedad Española de Comunicaciones e Informática) creada per l'Instituto Nacional de Industria, Telefónica i Fujitsu,. Posteriorment passaria a mans de l'empresa francesa Bull, que se centraria en la producció de terminals de punt de venda (Questar). Finalment es reconvertiria en la també desapareguda Ingenico.
Un Factor Q i un Factor S (amb el seu tambor de 32kB, visible), estàn exposats al Museu MNACTEC de Terrassa.